# John Schneider
John Richard Schneider (Mount Kisco, 8 de abril de 1960) é um ator americano, famoso por participar das séries The Dukes of Hazzard e Smallville.
Nasceu em 1960 na Georgia. Quando  fez teste para o papel de "Bo Duke" na popular clássica série "The Dukes of Hazzard" (Os Gatões), os produtores procuravam por um homem de 24 anos vindo do Sul. Na época, John tinha apenas 18 anos quando conseguiu o papel do primo loiro de Duke, que o fez famoso. Depois de "The Dukes of Hazzard", John teve uma carreira de muito sucesso como cantor de música country. John também foi o co-fundador do "Children's Miracle Network" que ajuda crianças nos hospitais.
John é ator de teatro, cinema e tv. Além disso, trabalhou em "Dr. Quinn, Medicine Woman" e "Heaven Help Us". Estrelou vários filmes para televisão, entre eles "Michael Landon, The Father I Knew", "True Women", "Night Of The Twisters", "The Legend of Ruby Silver", "Texas" e Desesperate Journey". Recentemente, emprestou sua voz para a série animada "The Mummy". Schneider também é cantor e compositor. Ele participou do musical "Grand Hotel", vencedor do prêmio Tony. Gravou 11 discos, incluindo canções que estiveram na parada de sucesso nos Estados Unidos.